# Francis Pease
Francis Gladheim Pease (14 janvier 1881 – 7 février 1938) était un astronome américain.
Il travailla tout d'abord à l'observatoire Yerkes dans le Wisconsin, où il fut observateur et opticien. Là, il assista George W. Ritchey qui construisit beaucoup des premiers télescopes américains de grande taille. En 1908, il devint fabricant d'instruments optiques à l'observatoire du Mont Wilson. Parmi ses fabrications, on peut noter le télescope de 100 pouces (2,5 m) de cet observatoire et un interféromètre de 50 pieds (15 m) utilisé pour mesurer les diamètres stellaires.
Il fut longtemps assistant de Albert A. Michelson. En 1920, Michelson et Pease utilisèrent l'interféromètre stellaire de Michelson monté sur le télescope de 2,5 m du Mont Wilson pour mesurer le diamètre angulaire de l'étoile Bételgeuse. Leur estimation de 0,047" était très proche de la valeur prédite par Eddington.
Il fut plus tard associé à la conception du télescope Hale de 200 pouces (5 m) de l'observatoire du Mont Palomar. En 1928, il découvrit la première nébuleuse planétaire (Pease 1) dans l'amas globulaire M15.
Le cratère Pease sur la Lune porte également son nom.